# Agent libre (sport professionnel)
Pour les articles homonymes, voir Agent libre.

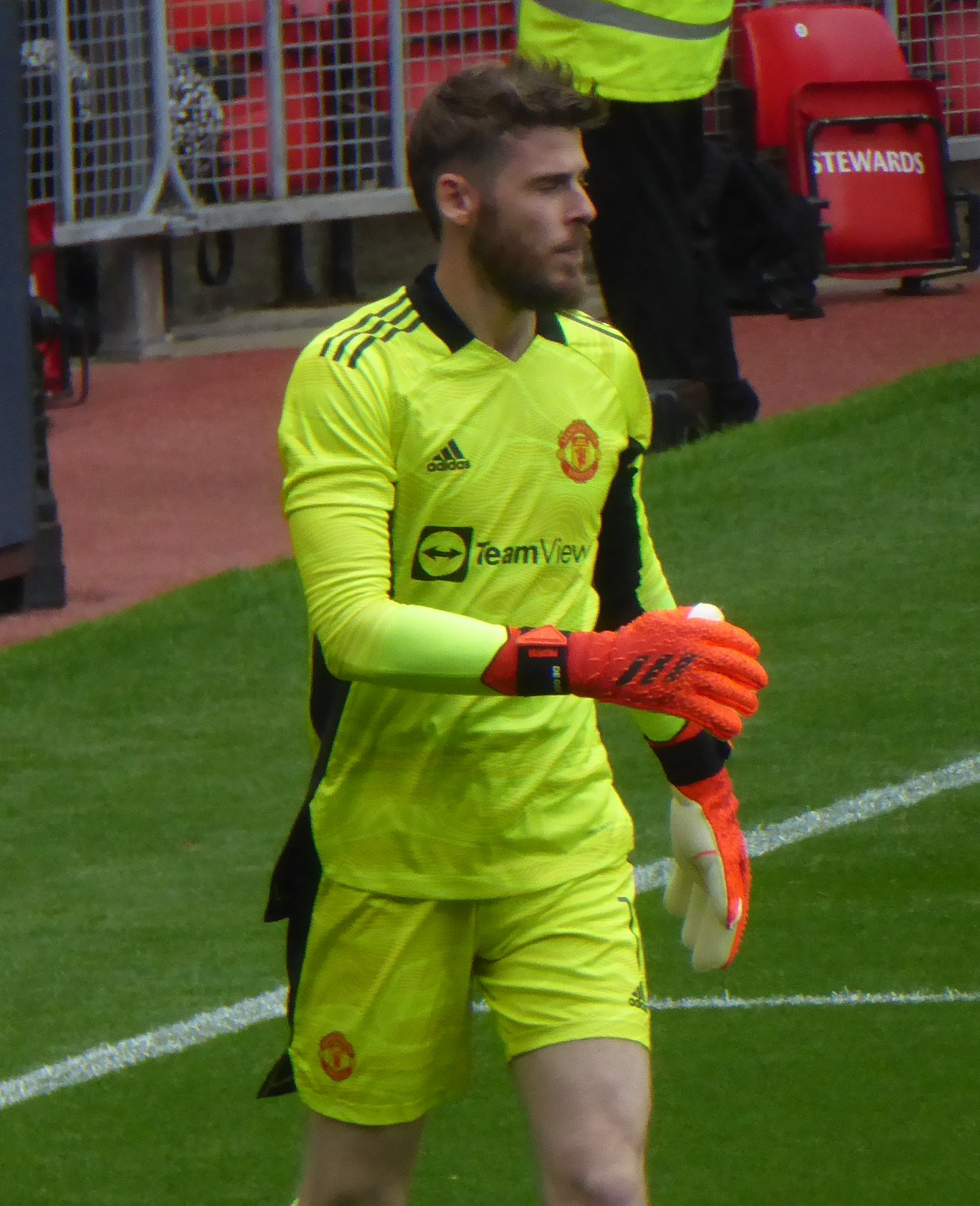
Manchester united vs everton

Dans les sports professionnels, un agent libre, joueur autonome ou joueur disponible est un joueur dont le contrat avec son équipe a expiré et qui peut signer un contrat avec une autre équipe. Le terme est commun en Amérique du Nord où le phénomène existe dans les quatre ligues majeures : la National Football League (NFL), la Ligue majeure de baseball (MLB), la Ligue nationale de hockey (NHL) et la National Basketball Association (NBA). Le système de l'agence libre n'existe pas dans des ligues sportives européennes, bien que la pratique des transferts libres soit semblable. En Europe, on parle simplement d'un joueur en fin de contrat, qui peut librement négocier son contrat avec le club de son choix. C'est le concept du contrat dit à temps, valable pour un certain nombre de saisons, et plus à vie, comme cela était le cas jusqu'à l'introduction de cette réforme entre 1969 (France) et les années 1980 (de l'Angleterre à l'Albanie). La seule nuance avec le système nord-américain est l'absence totale de contraintes pour le joueur.
Il y a deux différents types d'agents libres : les agents libres restreints et ceux sans restrictions. L'agence libre restreinte signifie qu'un joueur est libre pour solliciter des offres d'autres équipes pour de nouveaux contrats. Cependant, avant qu'on permette à ce joueur de signer avec un nouveau club, son club actuel a le droit d'égaler le montant du nouveau contrat ; dans ce cas le joueur doit rester avec l'équipe originale. Un agent libre sans restriction peut signer avec n'importe quelle équipe, sans aucune restriction spéciale. Un joueur doit généralement jouer pendant un certain nombre de saisons avant qu'on lui permette l'agence libre sans restriction.
Depuis la mise en place de l'agence libre dans les années 1970, les salaires des joueurs des quatre sports nord-américains ont nettement augmenté. Parallèlement, l'agence libre développe la concurrence entre les équipes pour faire contracter l'agent libre. Pour s'assurer de la rentabilité des équipes et pour empêcher les clubs riches de faire signer tous les meilleurs joueurs, toutes les ligues sauf la MLB ont adopté un plafond salarial.
Dans le domaine émergent de l'eSport on utilise également ce terme pour dire d'un joueur qu'il est libre de tout contrat. Il y a donc des managers eSport pour encadrer cela (ex : Sammich de chez Solary; Brian Savary de chez Team Vitality)[réf. souhaitée].  